# Biserica de lemn din Zagon

Biserica de lemn din Zagon, județul Covasna, 2009

Biserica de lemn din Zagon, se află în partea românească a satul cu același nume din comuna Zagon, județul Covasna. Edificată în anul 1814, biserica înlocuiește vechea biserică de lemn ce a fost dată comunității românești din localitatea învecinată Păpăuți. Are hramul Sfinții Arhangheli Mihail și Gavriil și este înscrisă în lista monumentelor istorice sub codul LMI:  CV-II-m-B-13325.

## Istoric și trăsături
Biserica a fost ctitorită de către Zaharie Pârvu din Săcelele Brașovului, pe cheltuiala lui. 
Pereții bisericii sunt din lemn, tencuiți și așezați pe un fundamentul din piatră. Absida altarului este nedecroșată, cu patru laturi, poligonal. Edificiul este acoperit cu țiglă, acoperișul fiind comun pentru toată lungimea bisericii. Intrarea și turnul sunt din zid, gros de 2 m, construit din piatră și cărămidă. Meșterii lemnari și zidari nu sunt cunoscuți.
Inventarul bisericii din 1872 cuprinde: biserica de lemn, acoperită cu țiglă și turn de piatră, zidită în anul 1814 cu sprijinul ctitorilor Zaharia Pârvu și Cozma Bercariu, în valoare de 1000 de florini; școala confesională construită în 1861; casa parohială din 1869; șura cu două grajduri; cimitir dăruit de groful Haller Laszlo în 1814; grădina de „zarzavatu și legume", „grădina școalei și grădina cantorească", dăruite de comuna politică (primărie); cinci piese de veșminte; Antimis din 1852; 48 de obiecte de cult (iconostas dăruit de Constantin Petru în 1817, policandru dăruit de George Șerban în 1872, 20 de icoane de lemn, din care, opt icoane mici, dăruite de parohul M. Neagovici în 1844, un „sfeșnic cu trei făclii, dăruit de Orza David la anul 1860, cădelnița dăruită de George Șerban în 1860 s.a); 12 cărți, printre care: Apostol, București, 1683; Molitvelnic vechi - fără dată și locul tipăririi; Evanghelie, București, 1750; Strasnic, Blaj, 1773; Triod, Blaj, 1771; Mineu Mare, Bucuresti, 1786; Octoihul Mare, 1782, Liturghier, Sibiu, 1798; Penticostariu, Blaj, 1808; Predica, Buda, 1810; Ceaslov legat, Brașov, 1838. Cărtile au fost cumpărate de obștea credincioșilor și de donatori.

## Imagini

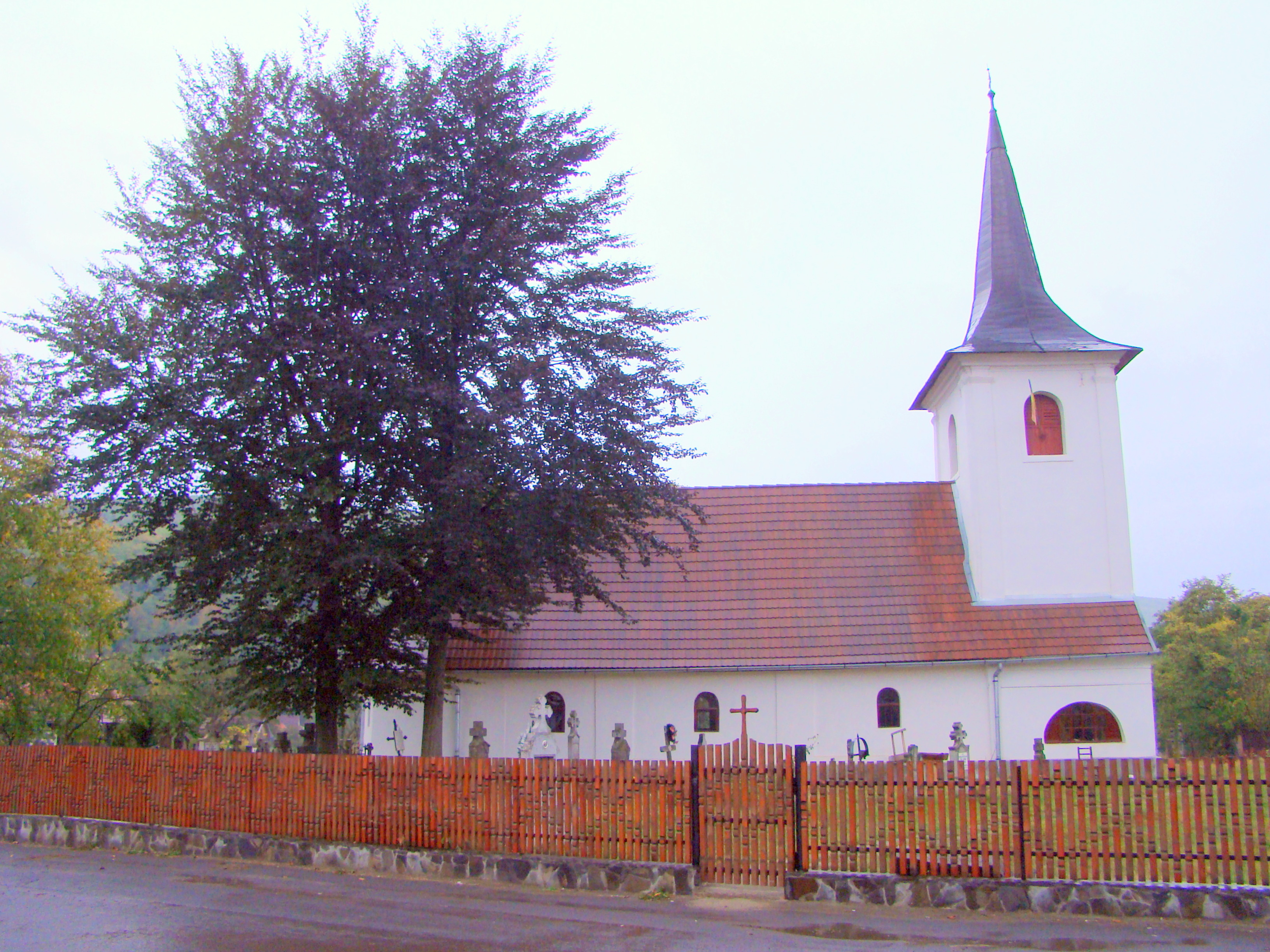
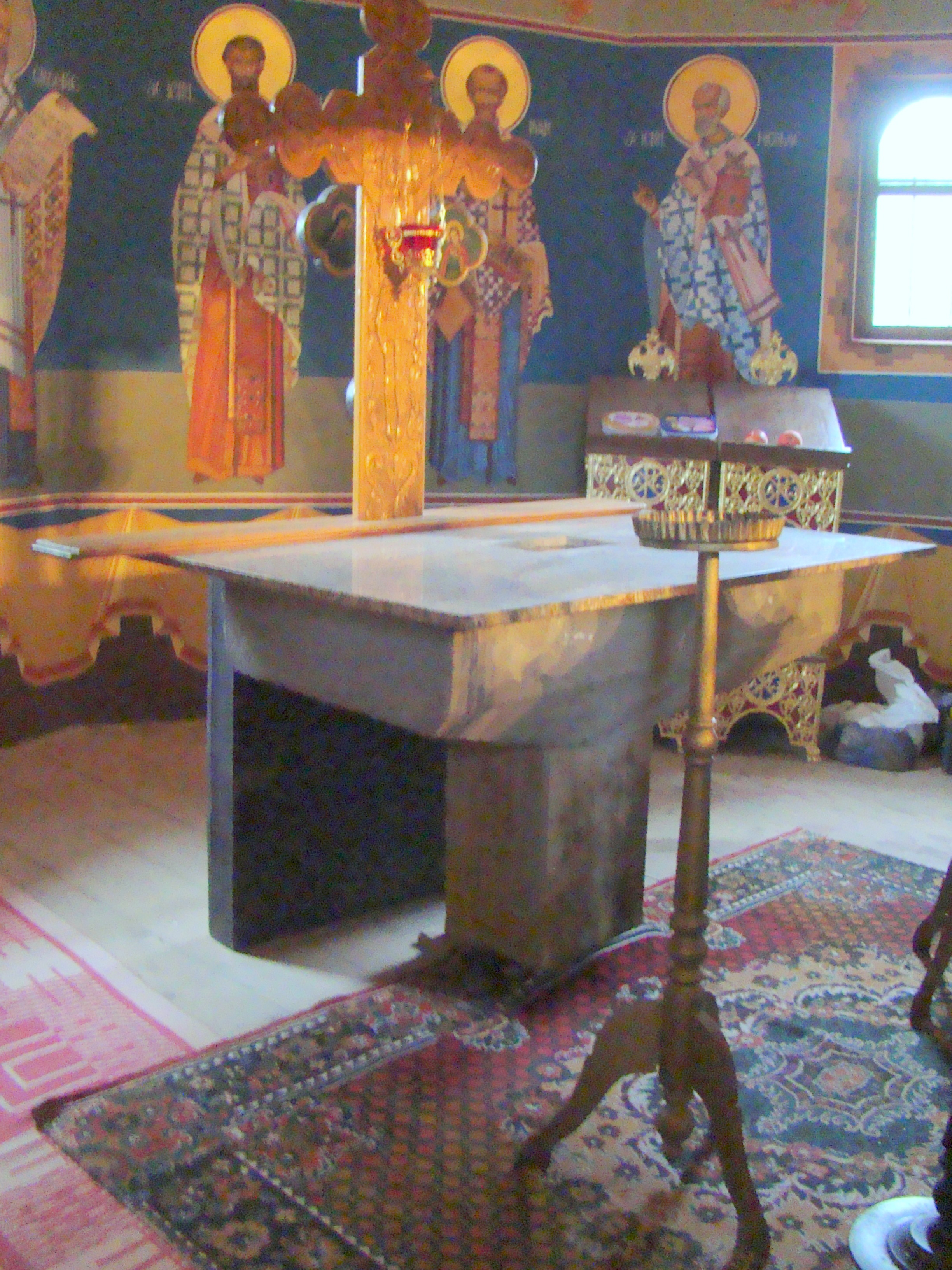
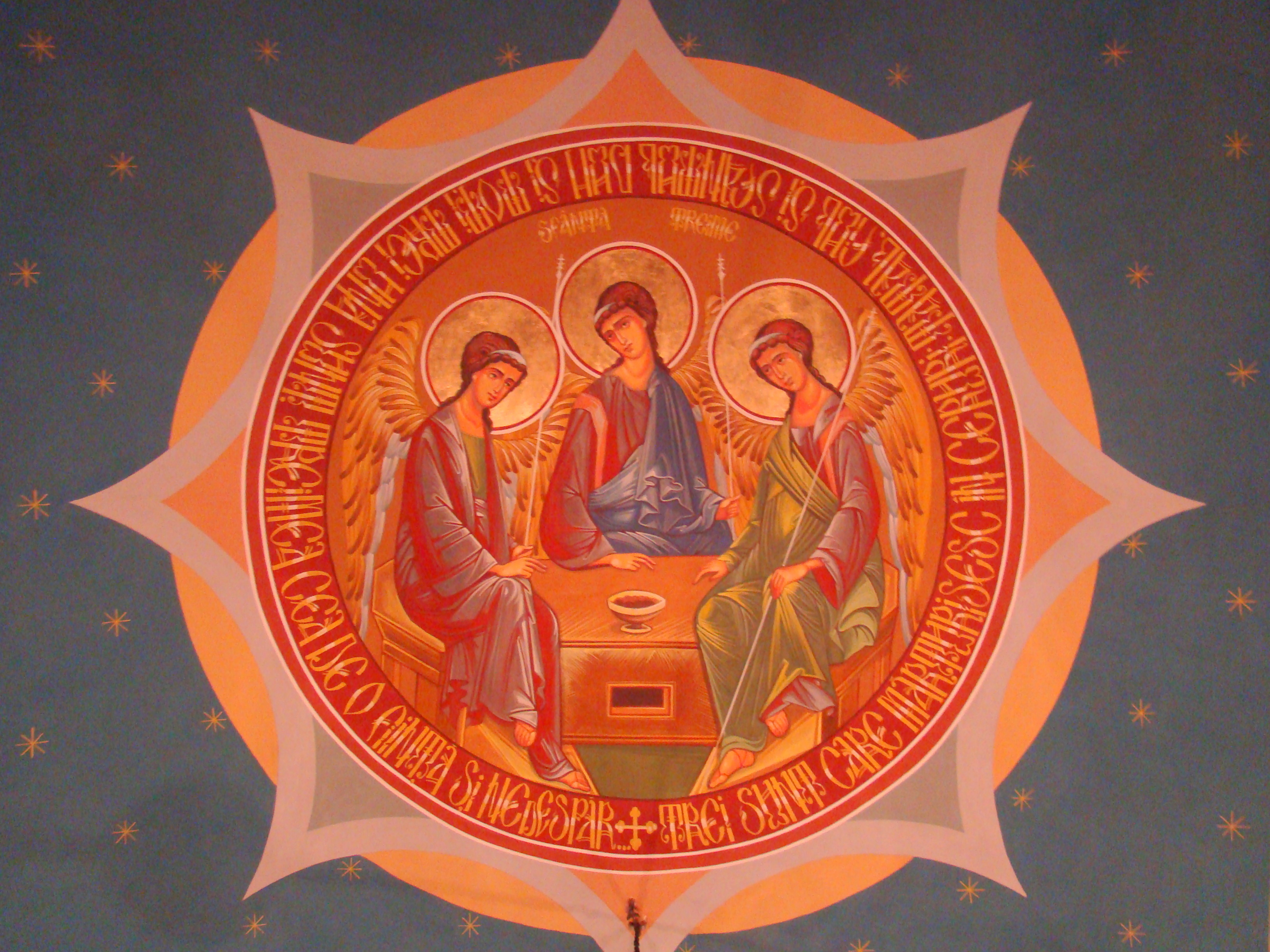
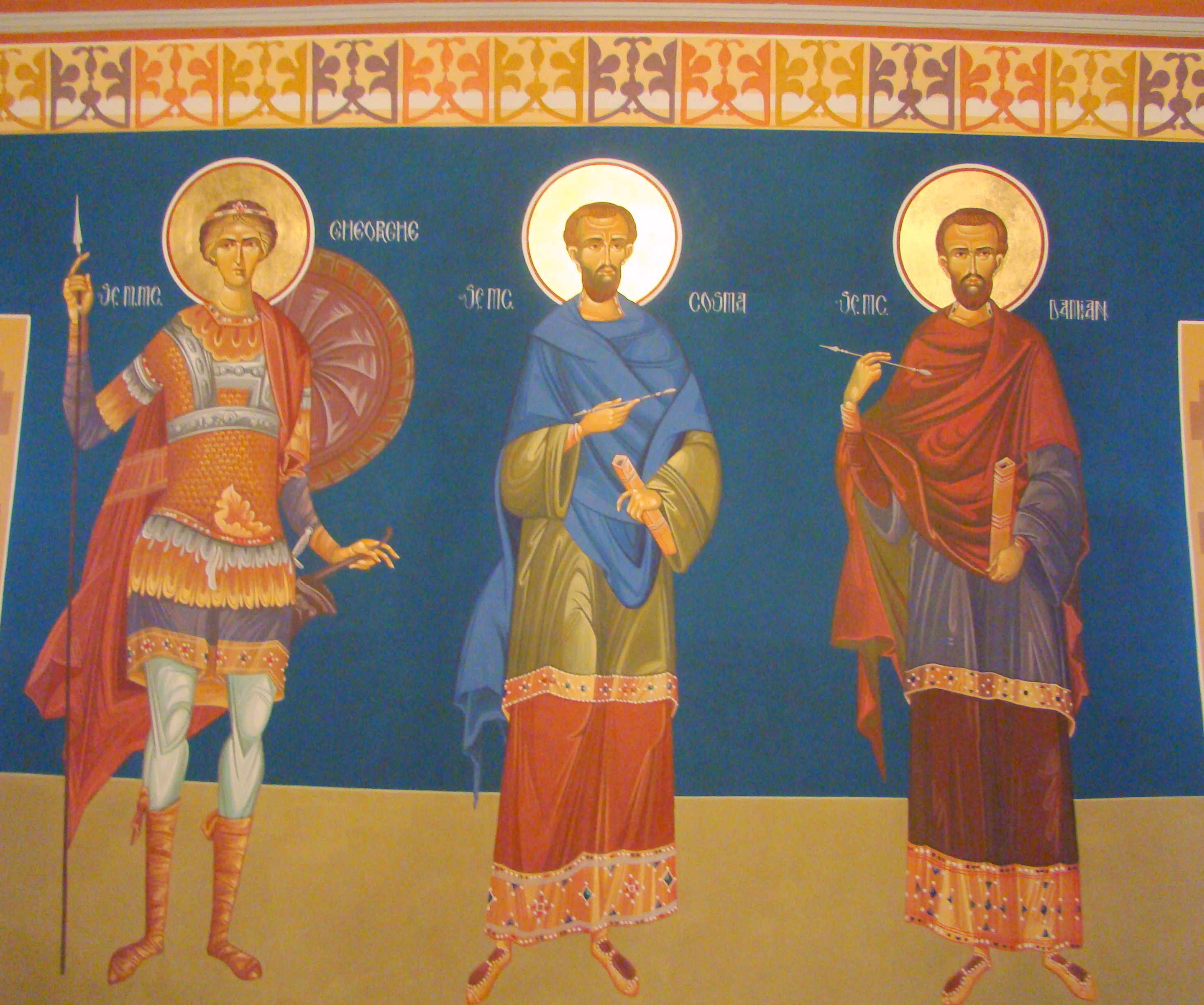
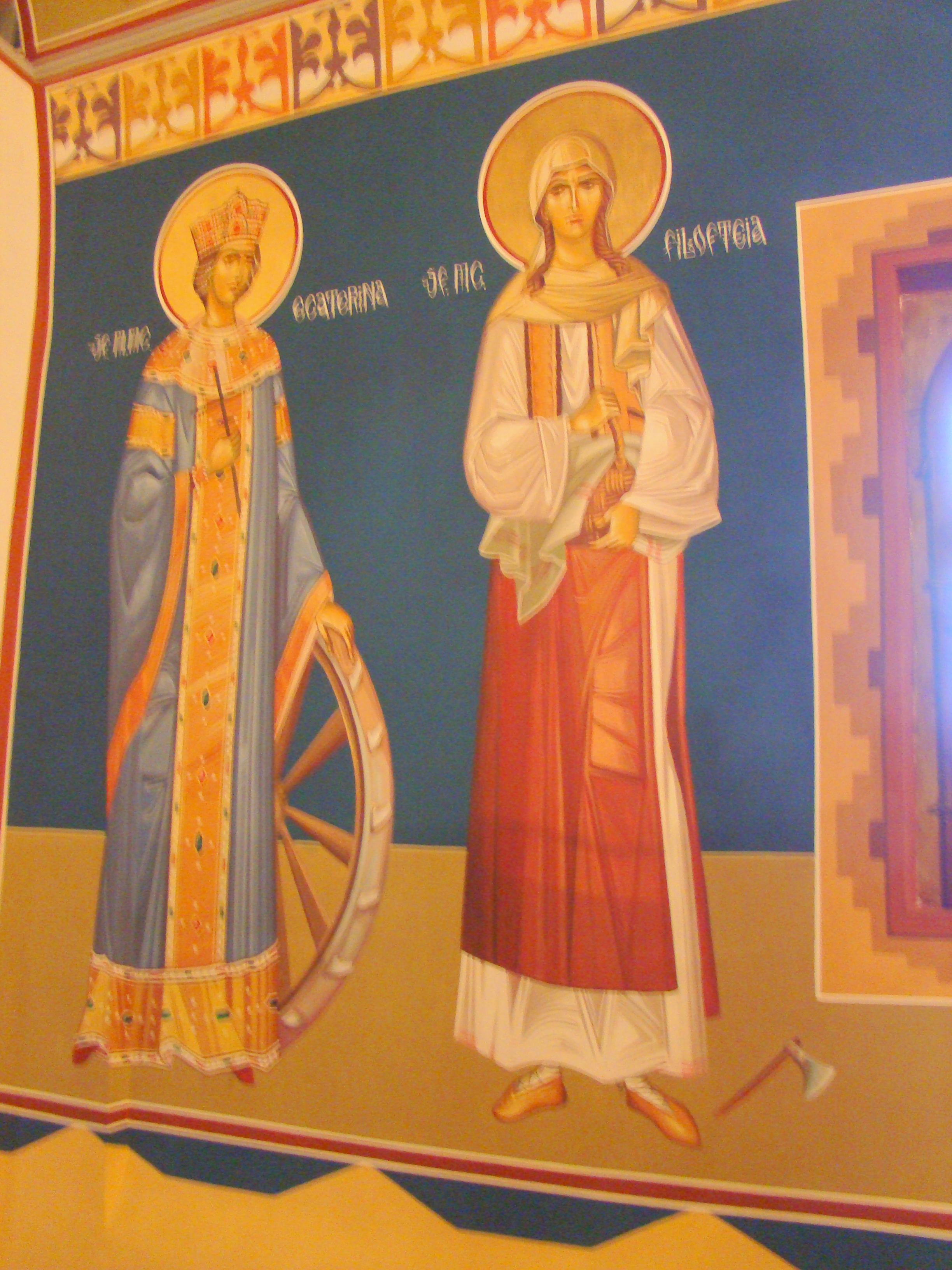
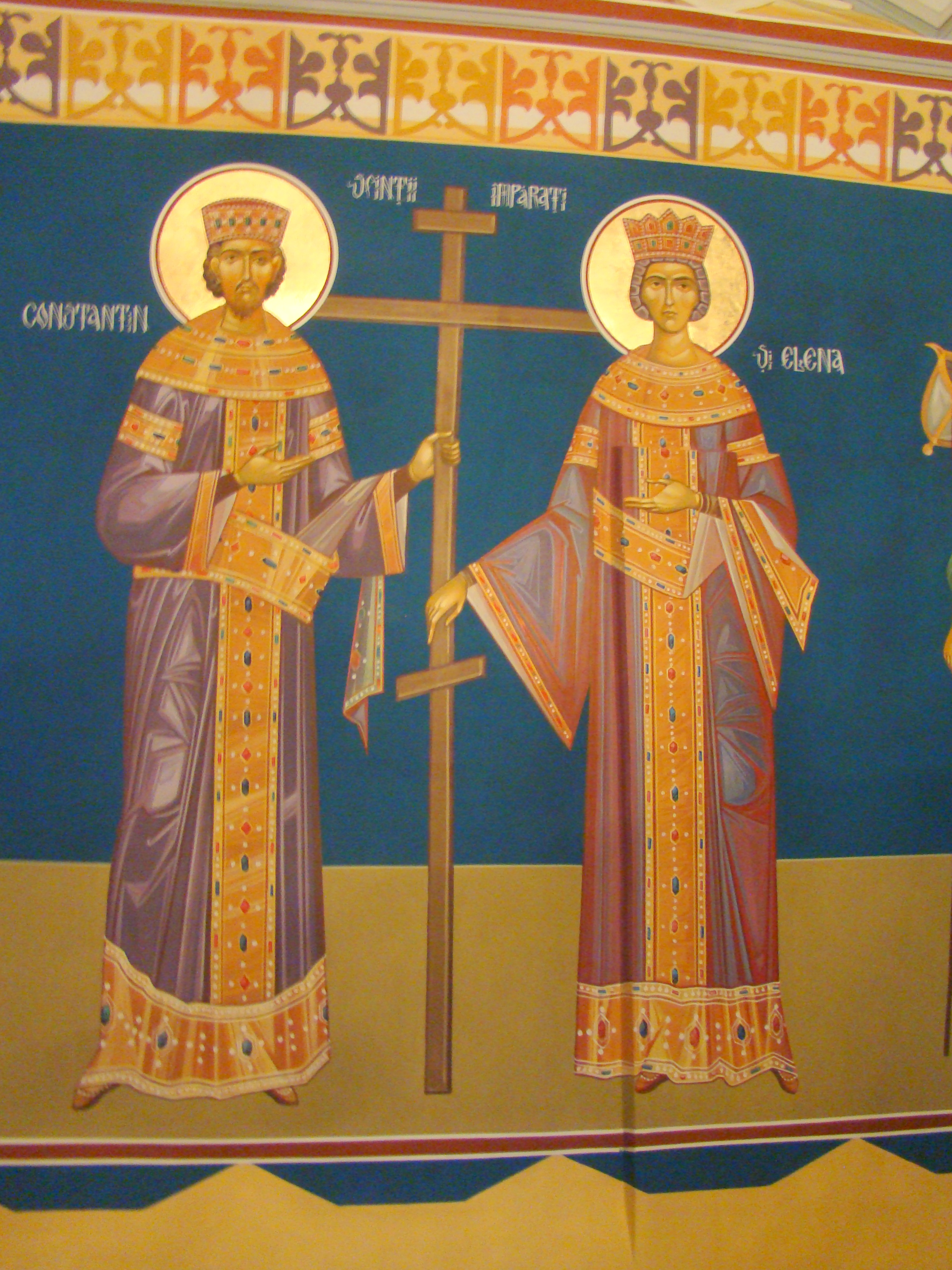
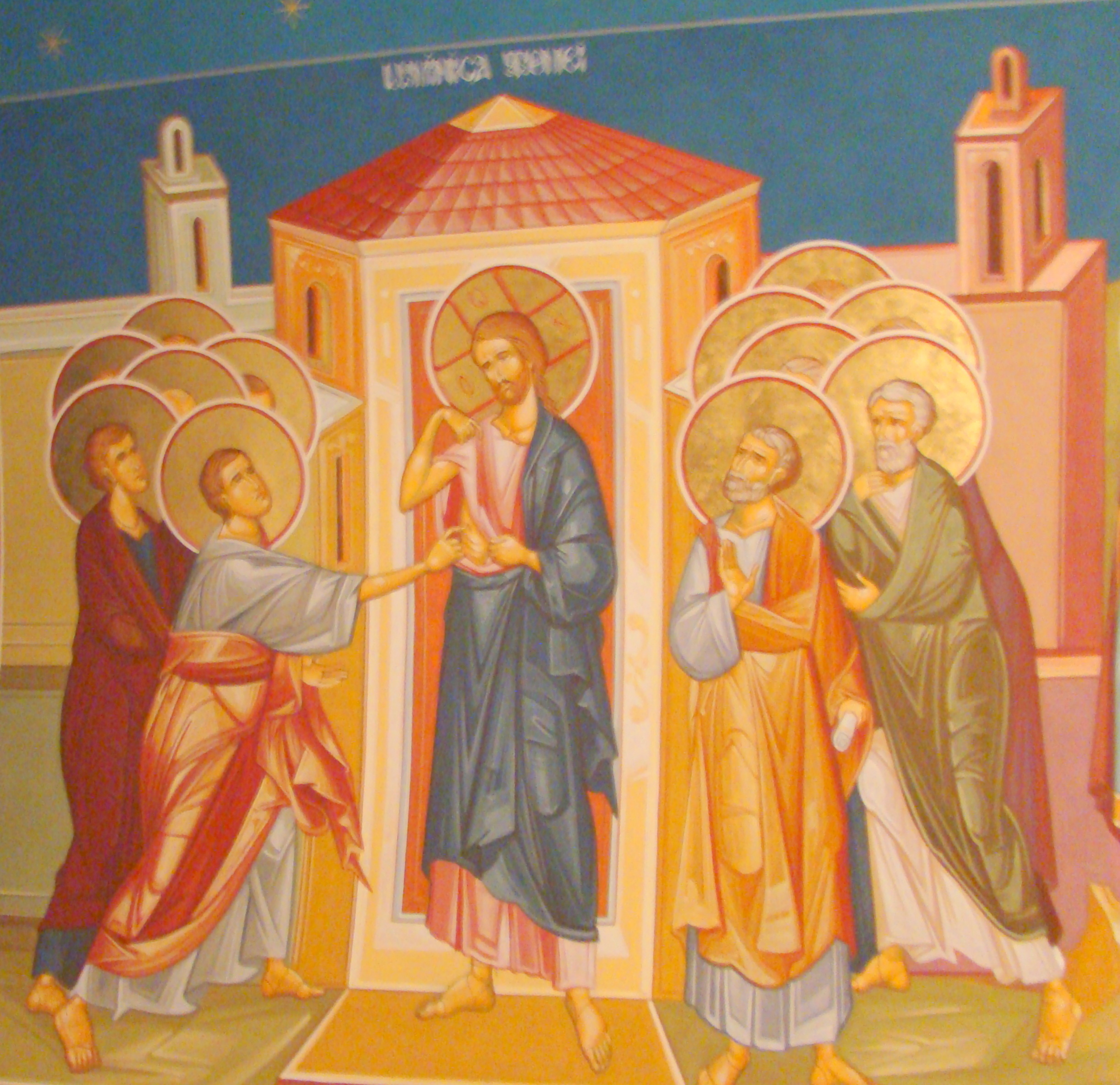
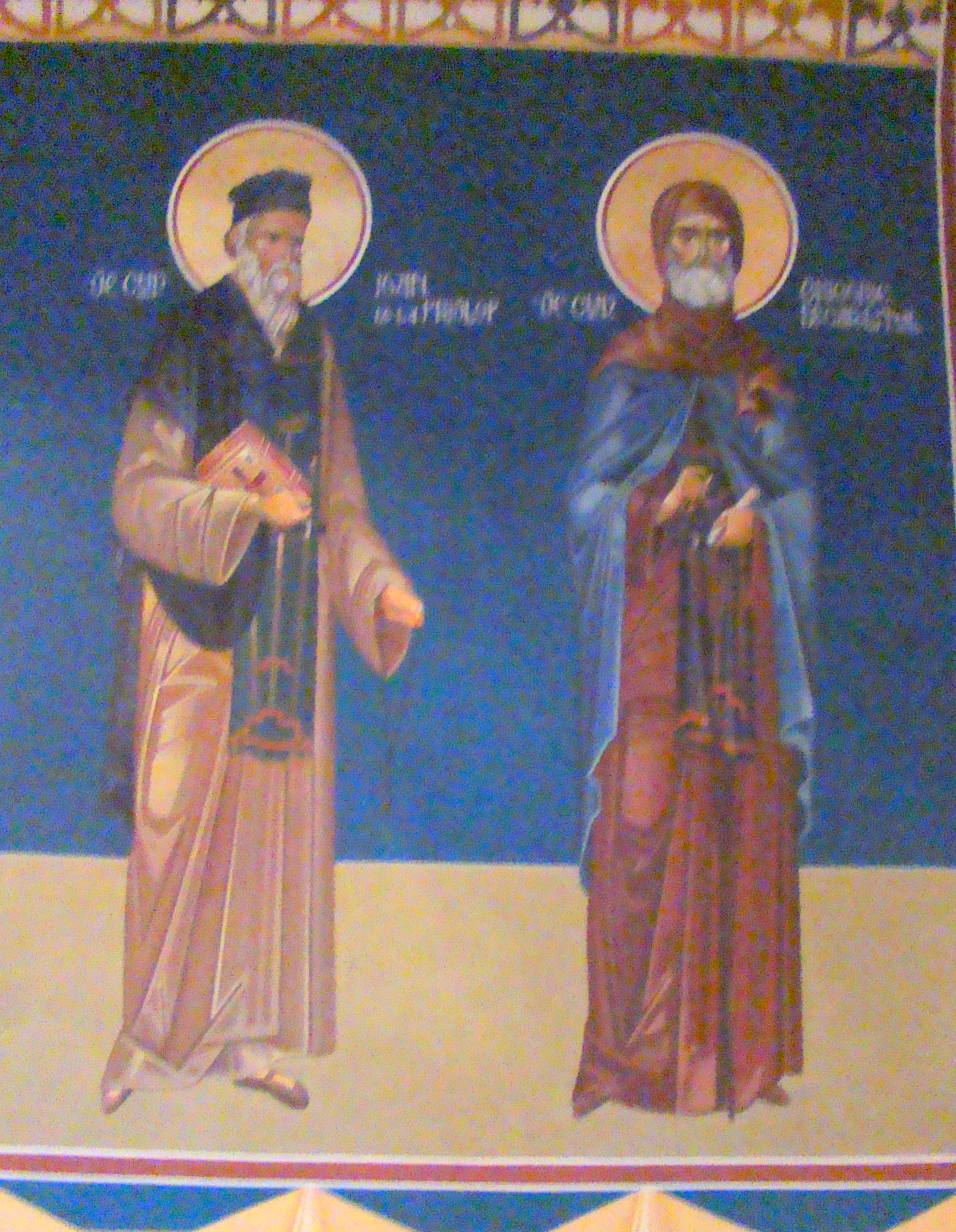
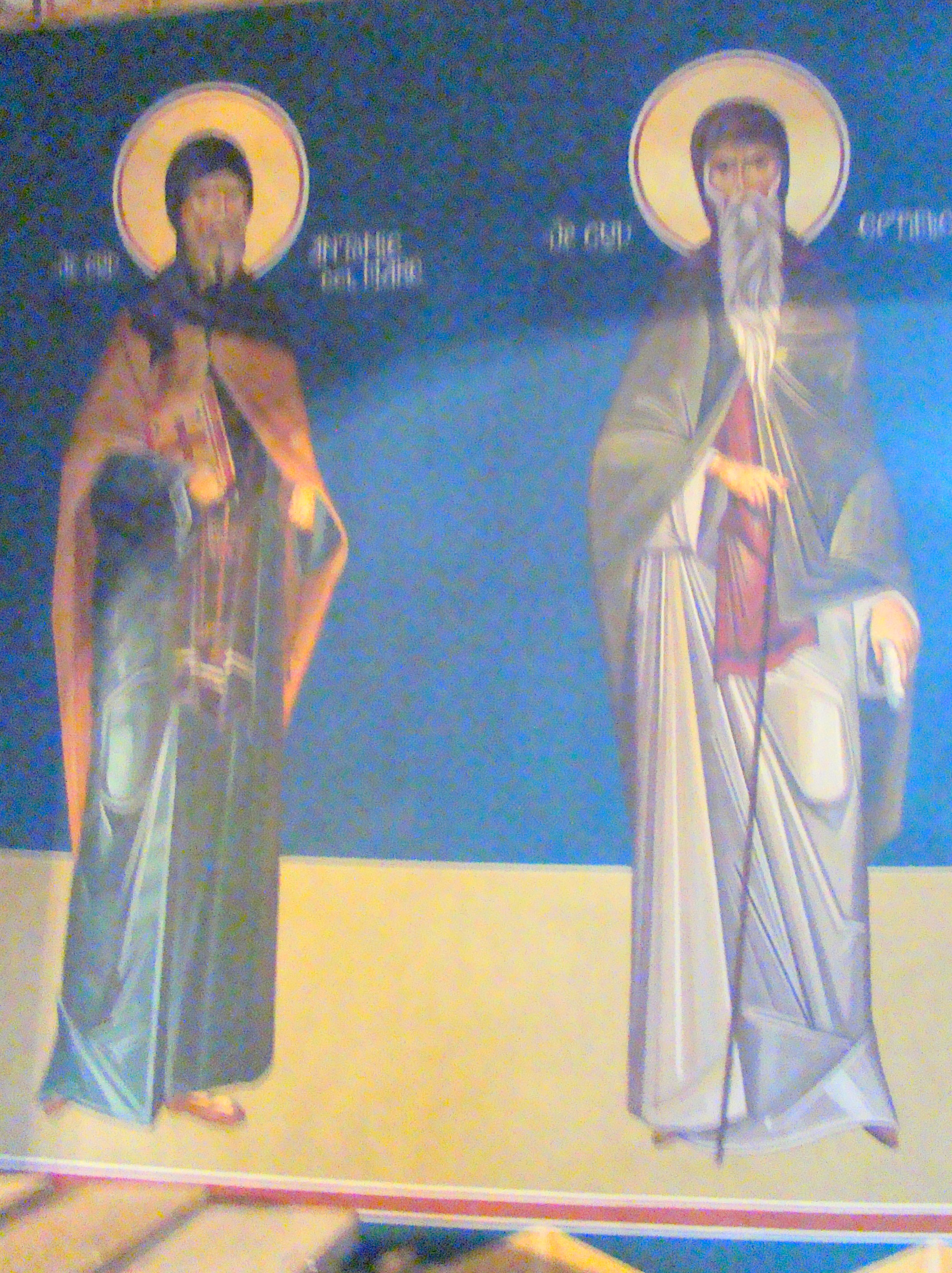
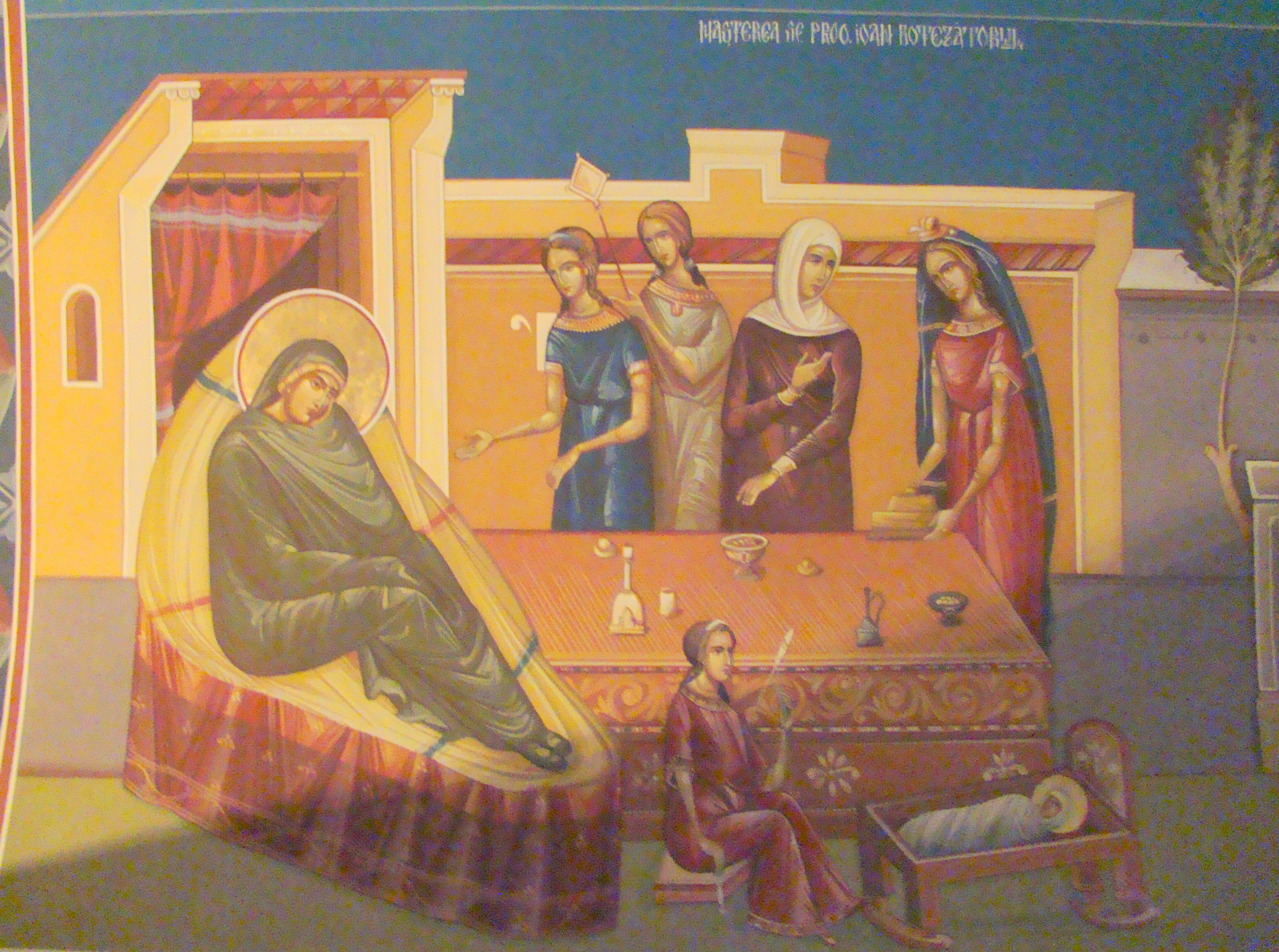
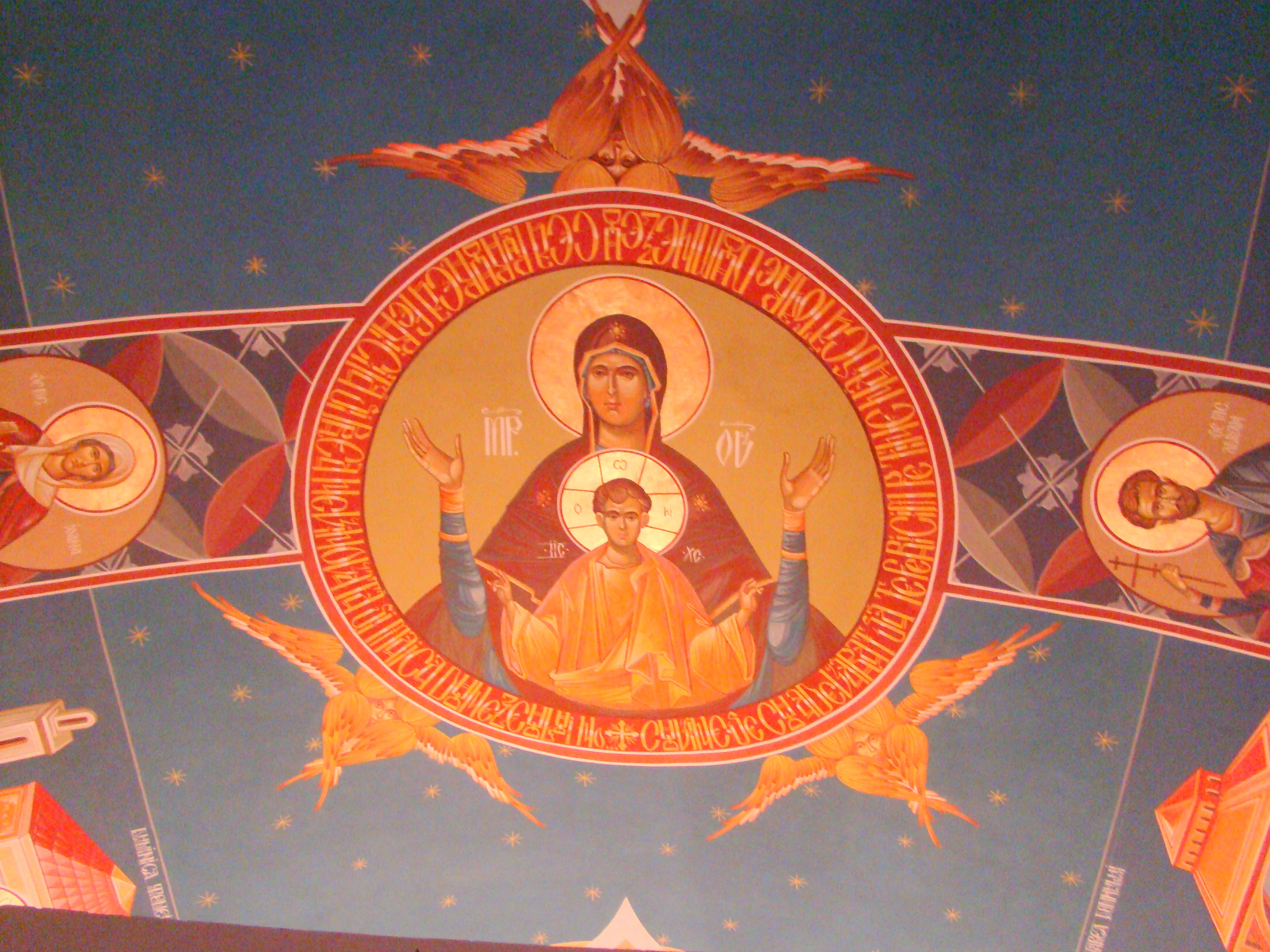
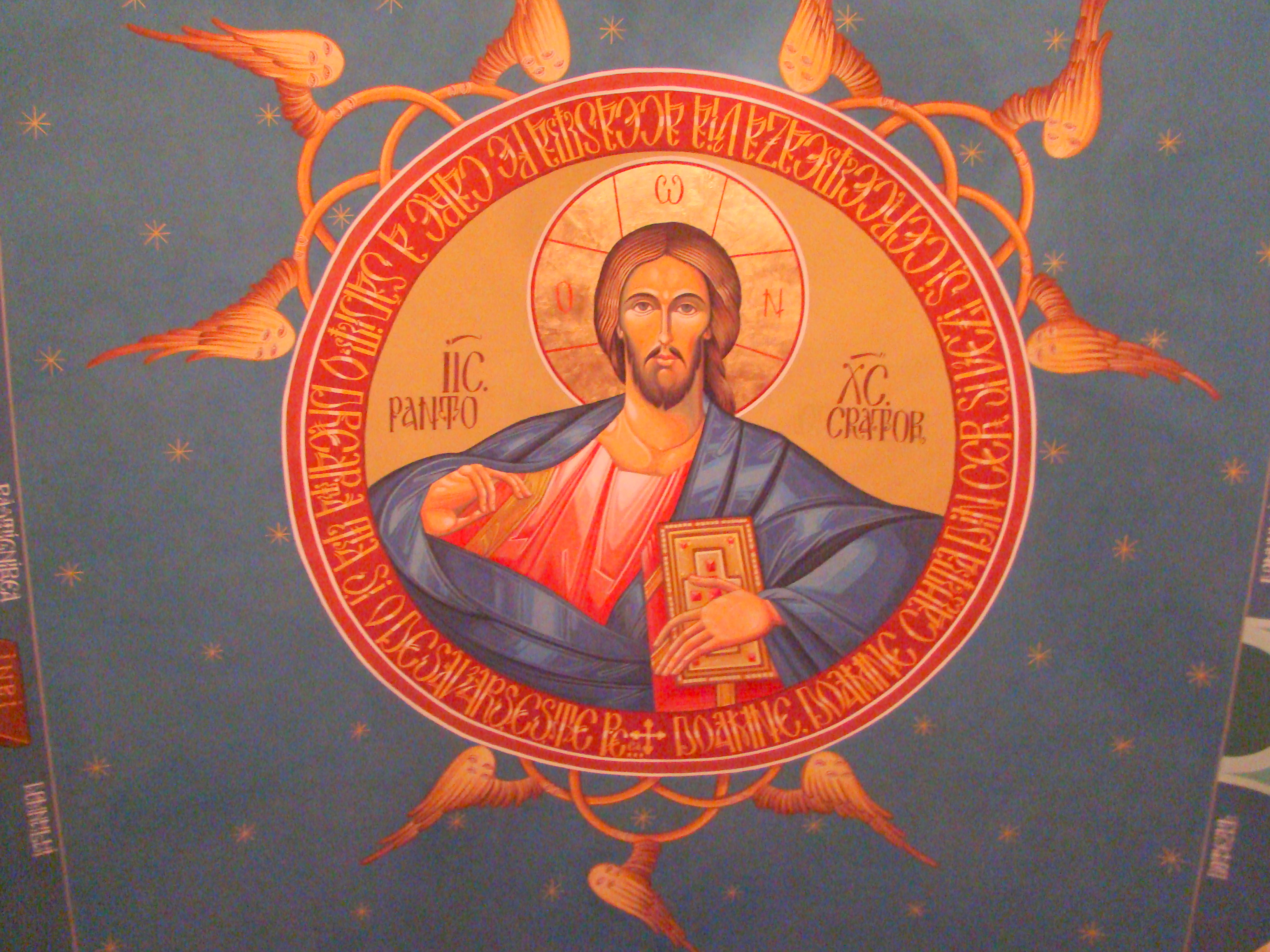
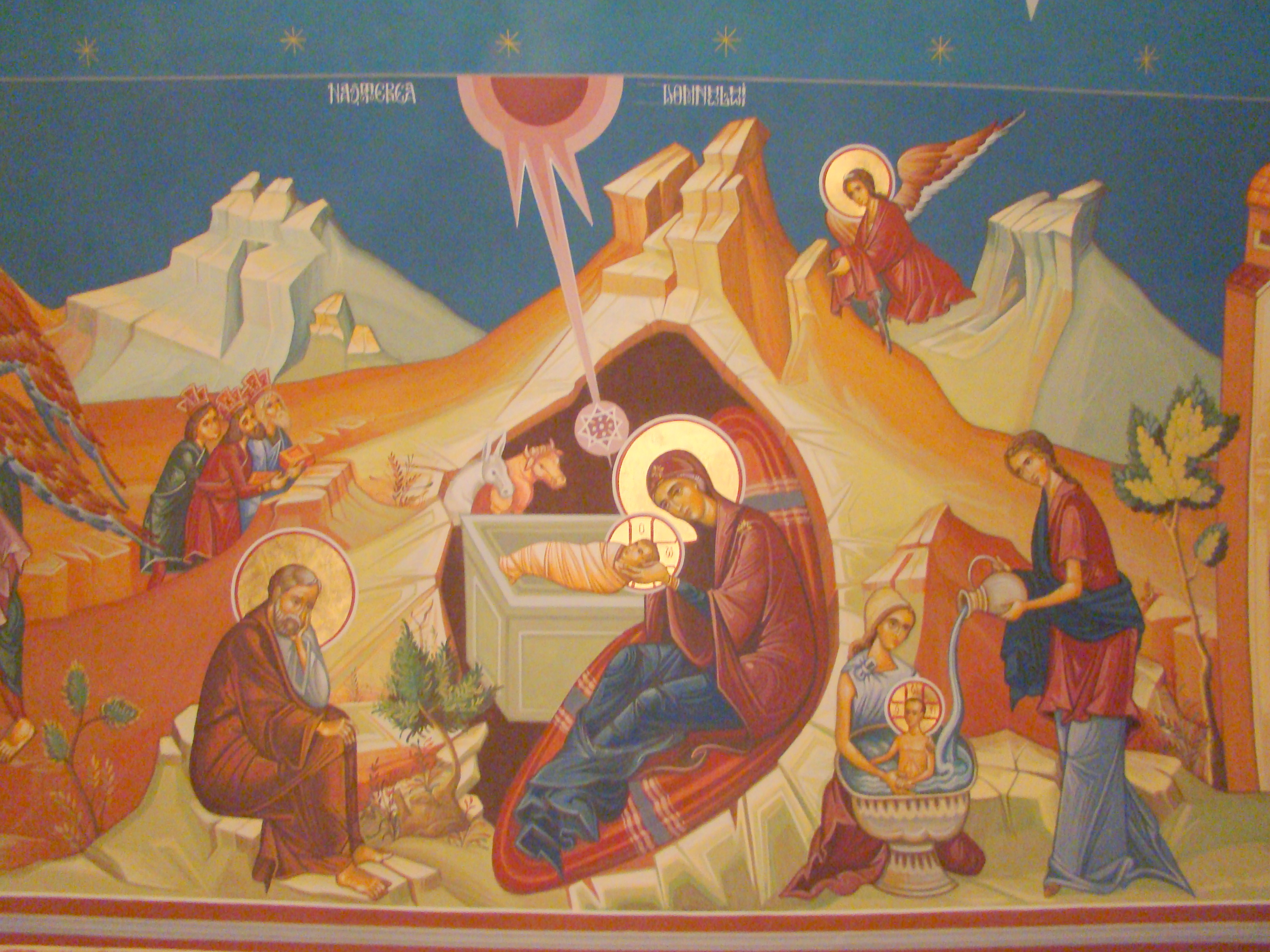
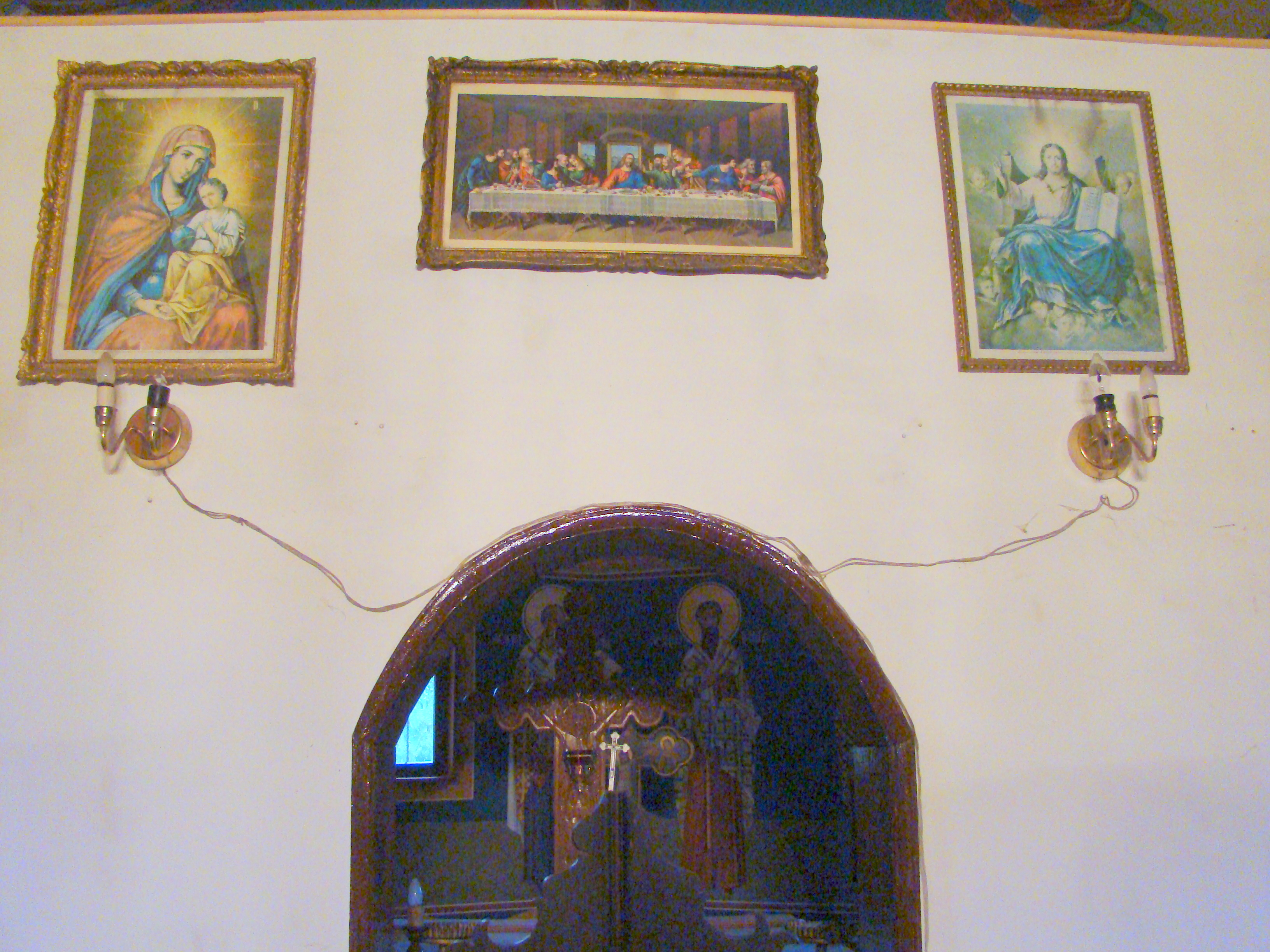
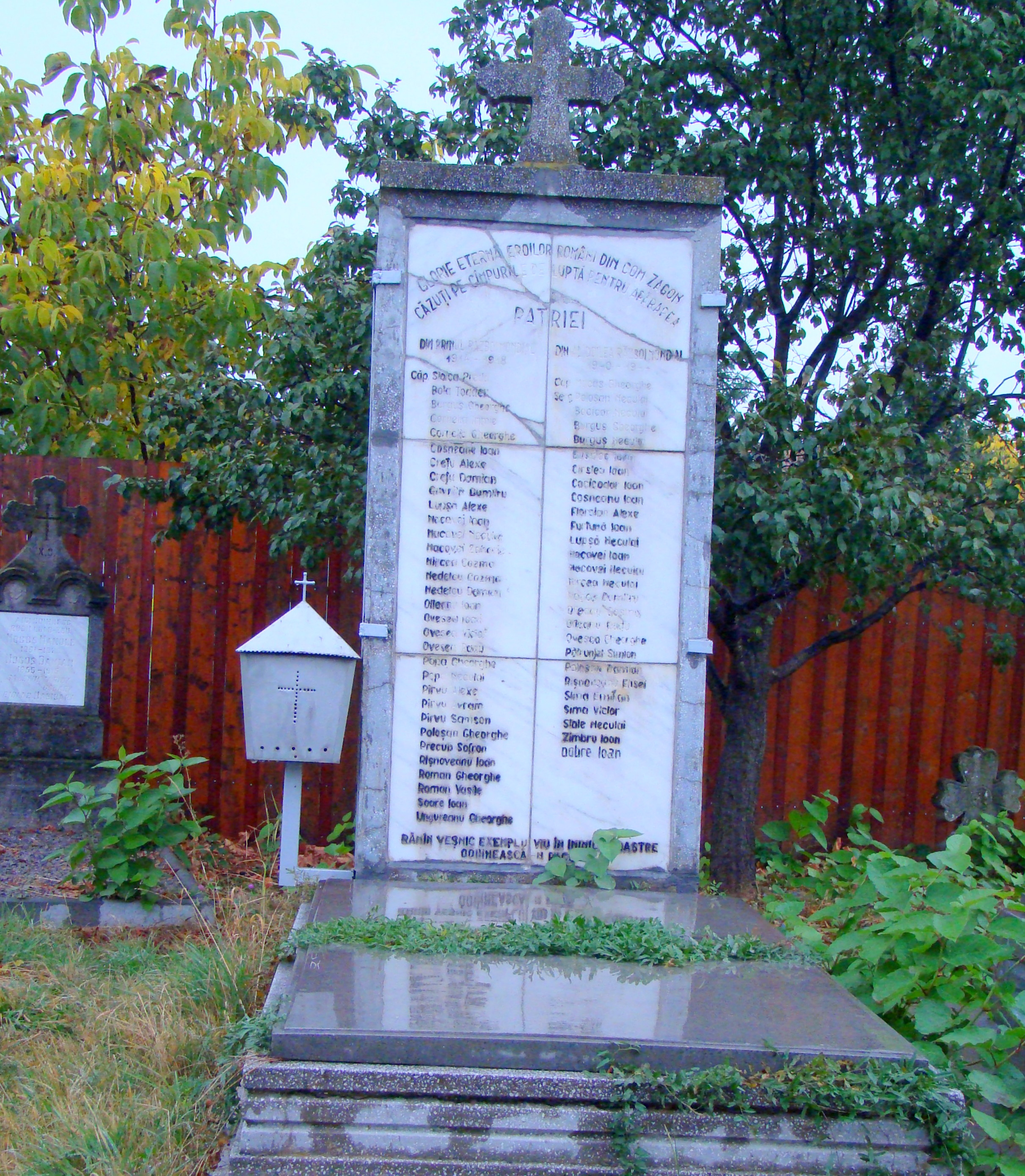
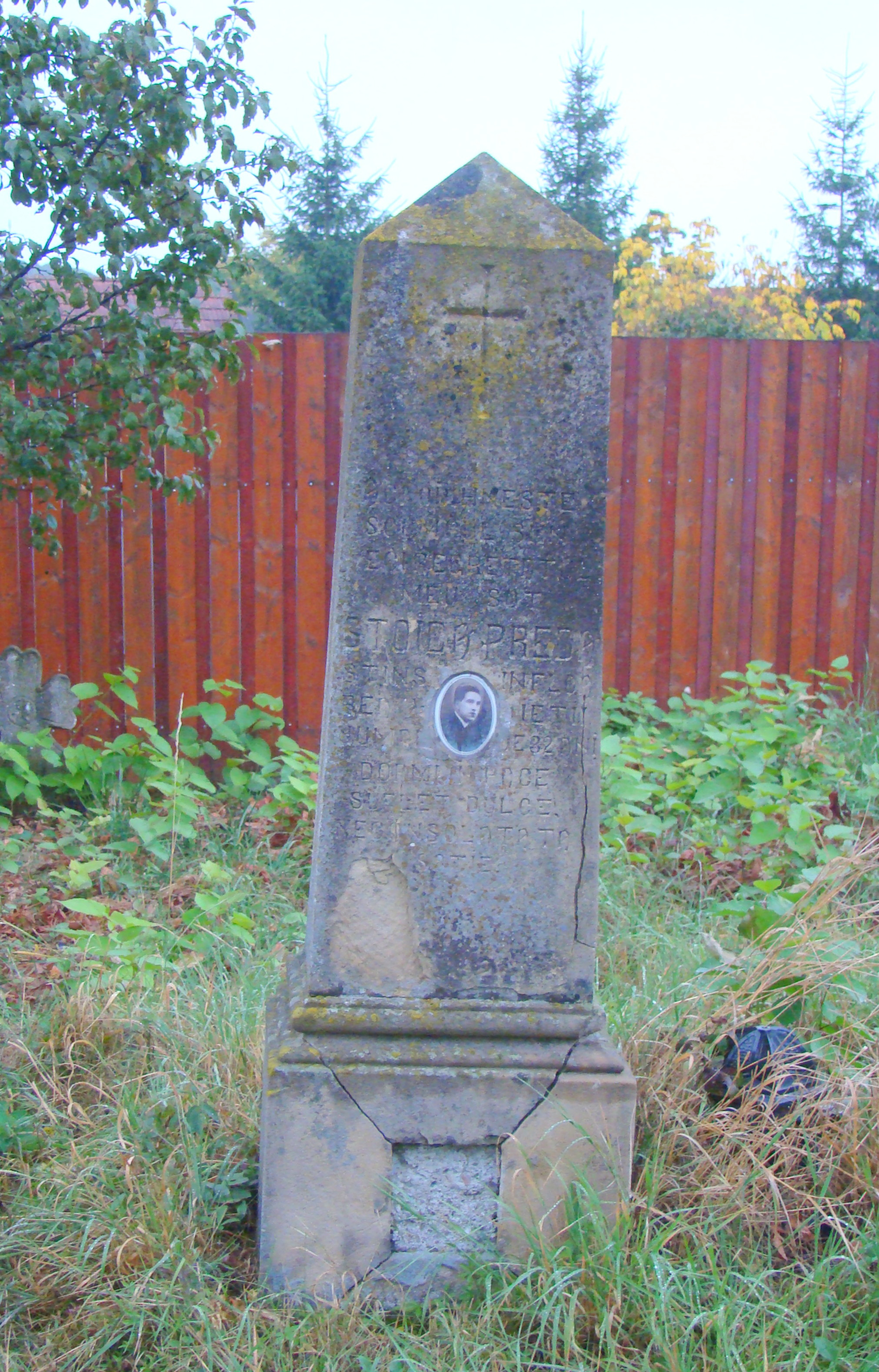
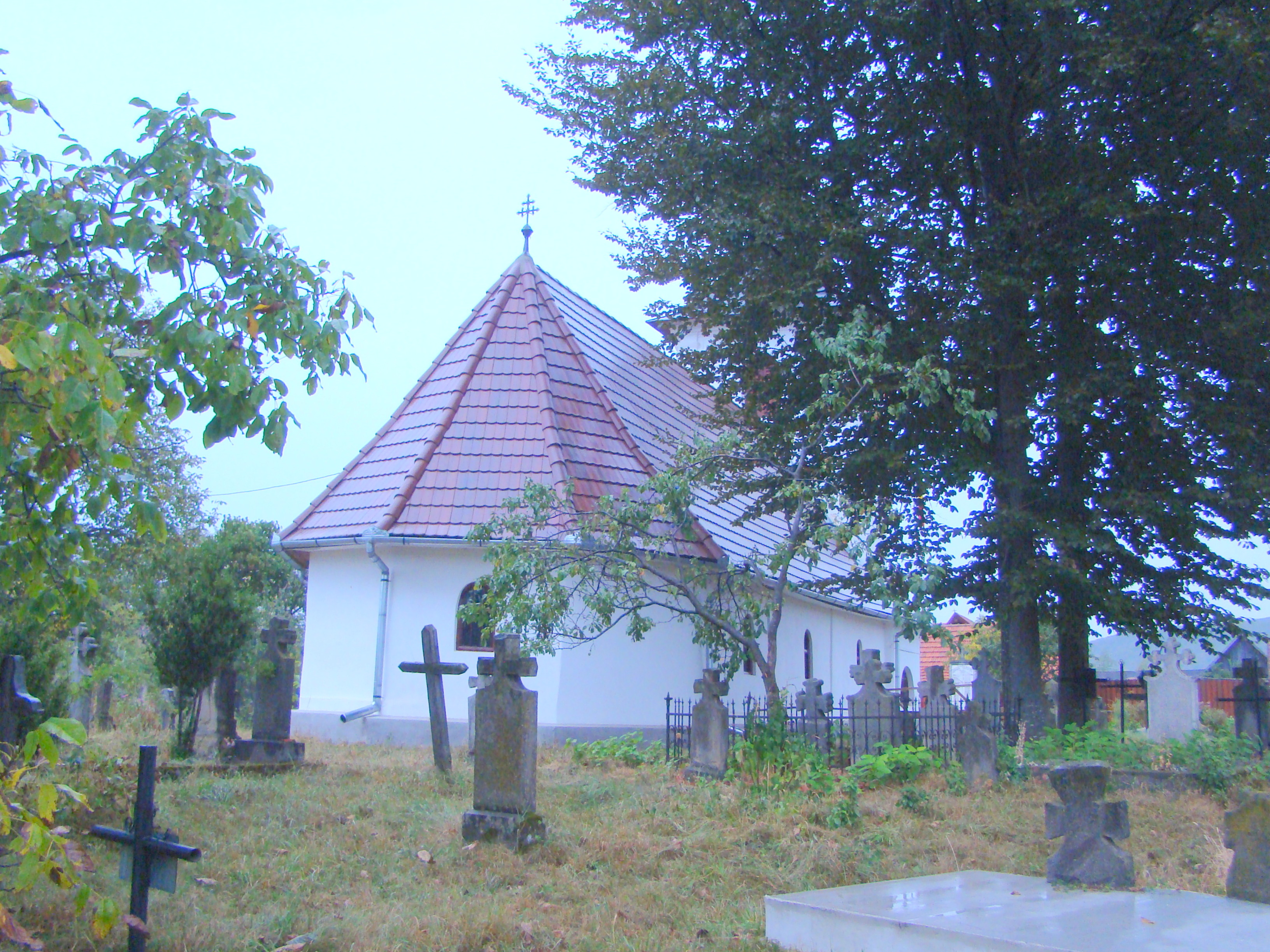
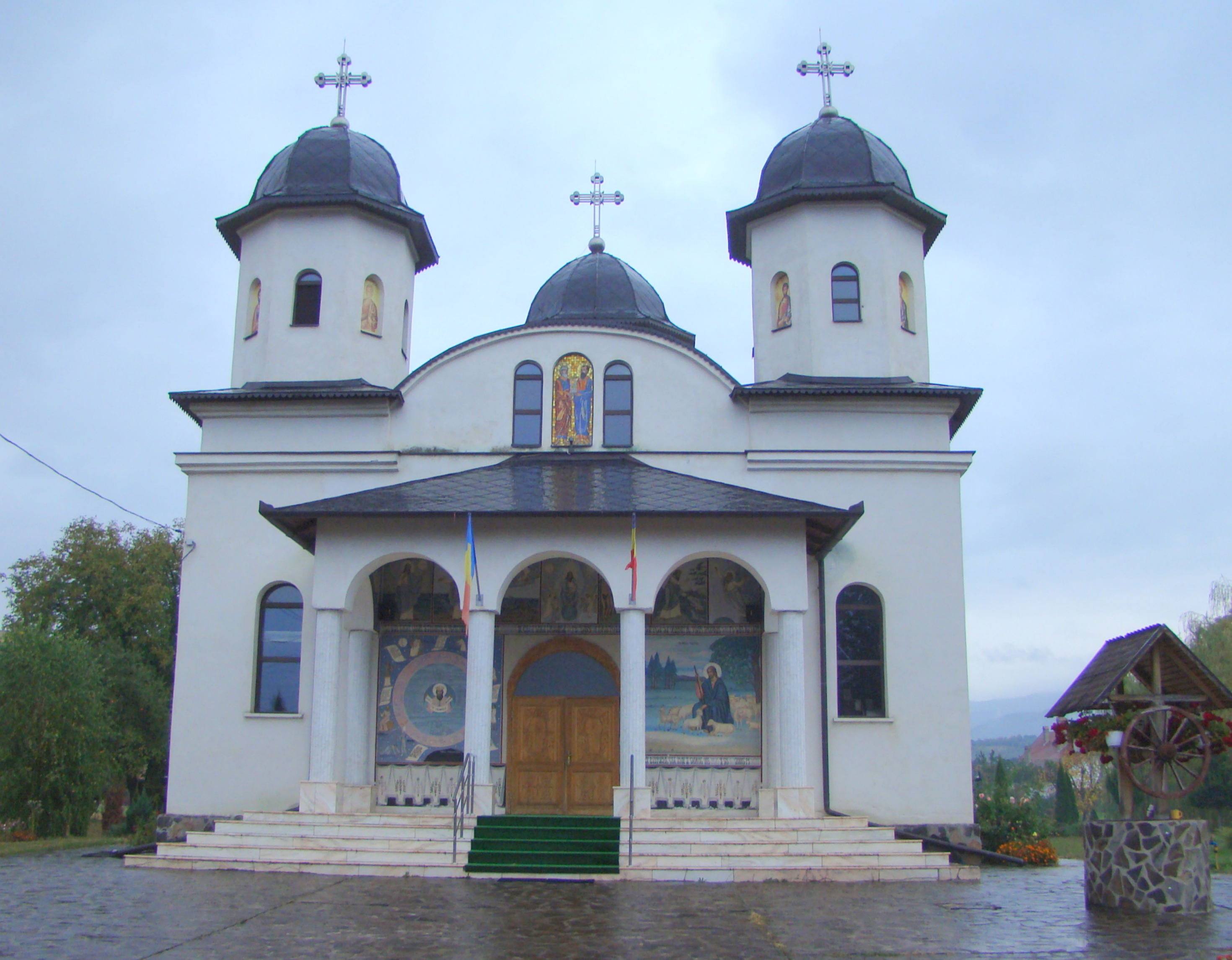
Biserica nouă de zid